# Cantonul Millau-Est
Cantonul Millau-Est este un canton din arondismentul Millau, departamentul Aveyron, regiunea Midi-Pyrénées, Franța.